# Lophius piscatorius
Il rospo o rana pescatrice (Lophius piscatorius), conosciuto anche come coda di rospo, è un pesce appartenente alla famiglia Lophiidae.

## Denominazioni dialettali italiane e denominazioni in lingue minoritarie in Italia
Il rospo o rana pescatrice è conosciuta, in varie aree dello stato italiano, con diversi nomi, a seconda dei vari dialetti dell'italiano e delle lingue locali:
| Regione  | Denominazione                               |
| -------- | ------------------------------------------- |
| Campania | piscatrice nera, rattale                    |
| Lazio    | martino                                     |
| Liguria  | gianello, giudio, budego ruscio, boudroi    |
| Sardegna | piscadrixi, piscadora niedda                |
| Sicilia  | magu, giuranna di mari, làmia               |
| Toscana  | boldrò, grattale (in dialetto viareggino)   |
| Veneto   | diavolo de mar, pesce rospo, rospo de fango |
| Puglia   | piscatrice, pezzecatrìsce                   |

## Descrizione

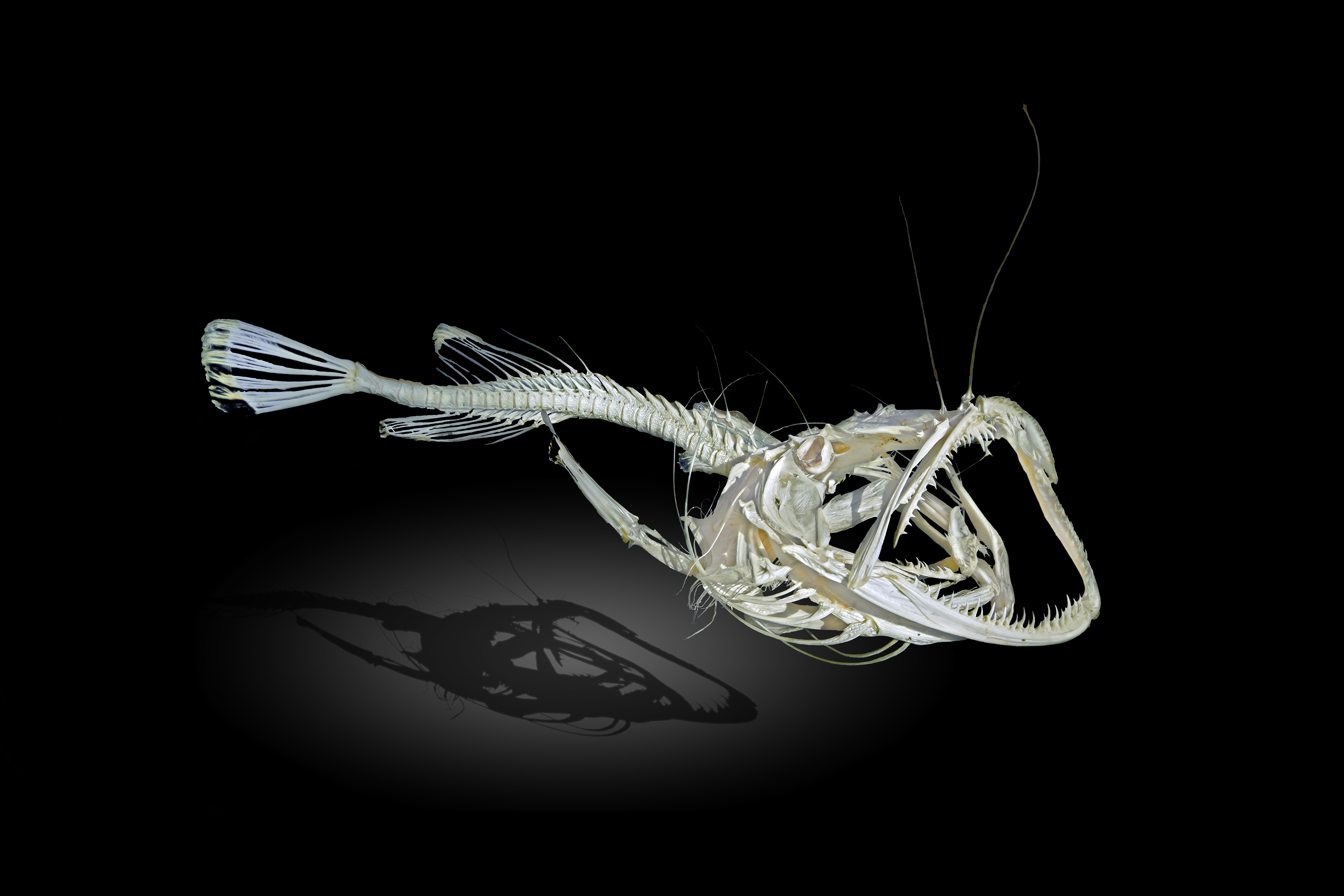
Scheletro

Il rospo o rana pescatrice presenta una testa massiccia ricoperta di creste ossee e spine, appiattita e allargata, di forma ovale, così come la parte anteriore del corpo; il corpo è conico e la pelle è priva di scaglie. La bocca è molto grande e rivolta verso l'alto, con numerosi denti aguzzi: la mascella inferiore è prominente rispetto a quella superiore. Nella mandibola e lungo il corpo sono presenti delle appendici cutanee a forma di frange. La colorazione è bruno-olivastra o violacea sul dorso e bianca nel ventre; le pinne sono orlate di scuro. Il primo raggio della pinna dorsale è estremamente sviluppato e dotato in punta di una piccola escrescenza carnosa. Quest'appendice, utilizzata per cacciare, è chiamata illicio. La livrea è tendenzialmente bruna.
Può raggiungere dimensioni ragguardevoli: sono stati pescati esemplari di 200 cm di lunghezza per 57 kg di peso. La femmina raggiunge la maturità sessuale attorno ai 6 anni, per dimensioni di circa 90 centimetri, il maschio intorno ai 4, per circa 50 centimetri.

Specie affine è Lophius budegassa, che presenta frange cutanee meno sviluppate, peritoneo di colore scuro, ciuffo dell'illicio non lobato, colorazione del dorso più rossiccia e, in genere, dimensioni inferiori (fino a 70 cm).

## Alimentazione e comportamento

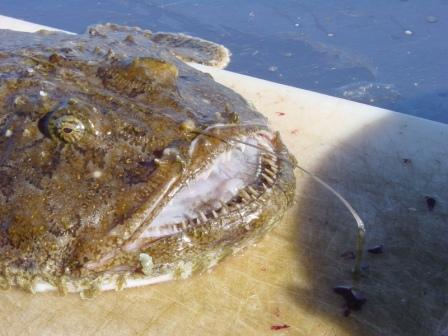
Bocca e illicio di una rana pescatrice

È una specie dalle abitudini solitarie, che passa la maggior parte del tempo infossata sul fondo, in attesa delle prede. Durante il giorno rimane quasi invisibile: con le pinne pettorali scava un avvallamento per rimanere nascosta nella sabbia, e adagiata sul fondo, può iniziare la caccia: usa il primo raggio della pinna dorsale (illicio), dotato di un ciuffetto lobato, luminoso grazie alla presenza di batteri bioluminescenti in simbiosi con i suoi tessuti, come se fosse una canna da pesca: quando una preda incuriosita dai movimenti dell'illicio si avvicina per ingoiare la finta esca, la rana pescatrice porta prima l'appendice un po' all'indietro, poi ingoia l'animale che si è avvicinato. È in grado di ingoiare prede molto grosse ad una velocità sorprendente. Si tratta di un animale estremamente vorace, benché sia un predatore dalla vita prettamente sedentaria, può spostarsi per cercare qualsiasi cosa possa entrare nella sua bocca; nello stomaco di un esemplare sono stati trovati pesci più lunghi della rana pescatrice stessa avvolti a spirale e resti di uccelli tuffatori.

## Riproduzione
È un pesce solitario, si riproduce da gennaio a giugno. Nonostante molte specie dei Lophiiformes siano caratterizzati da parassitismo sessuale, a volte obbligato, questo non è il caso del L. piscatorius.

Le uova vengono rilasciate in aggregati gelatinosi che si schiuderanno in larve, molto diverse dall'individuo adulto, che condurranno vita pelagica.

## Distribuzione e habitat
Il rospo o rana pescatrice è diffusa dal Mare del Nord (compreso il Mar Baltico) all'Atlantico (fino alle coste nordoccidentali africane) comprese le coste islandesi. È inoltre presente nel Mediterraneo (più diffuso nella parte occidentale) e nel Mar Nero. Abita le acque di fondale sabbiose e sassose comprese tra i 20 e 1000 metri di profondità, anche se talvolta in acque ancora più profonde.

## Gastronomia

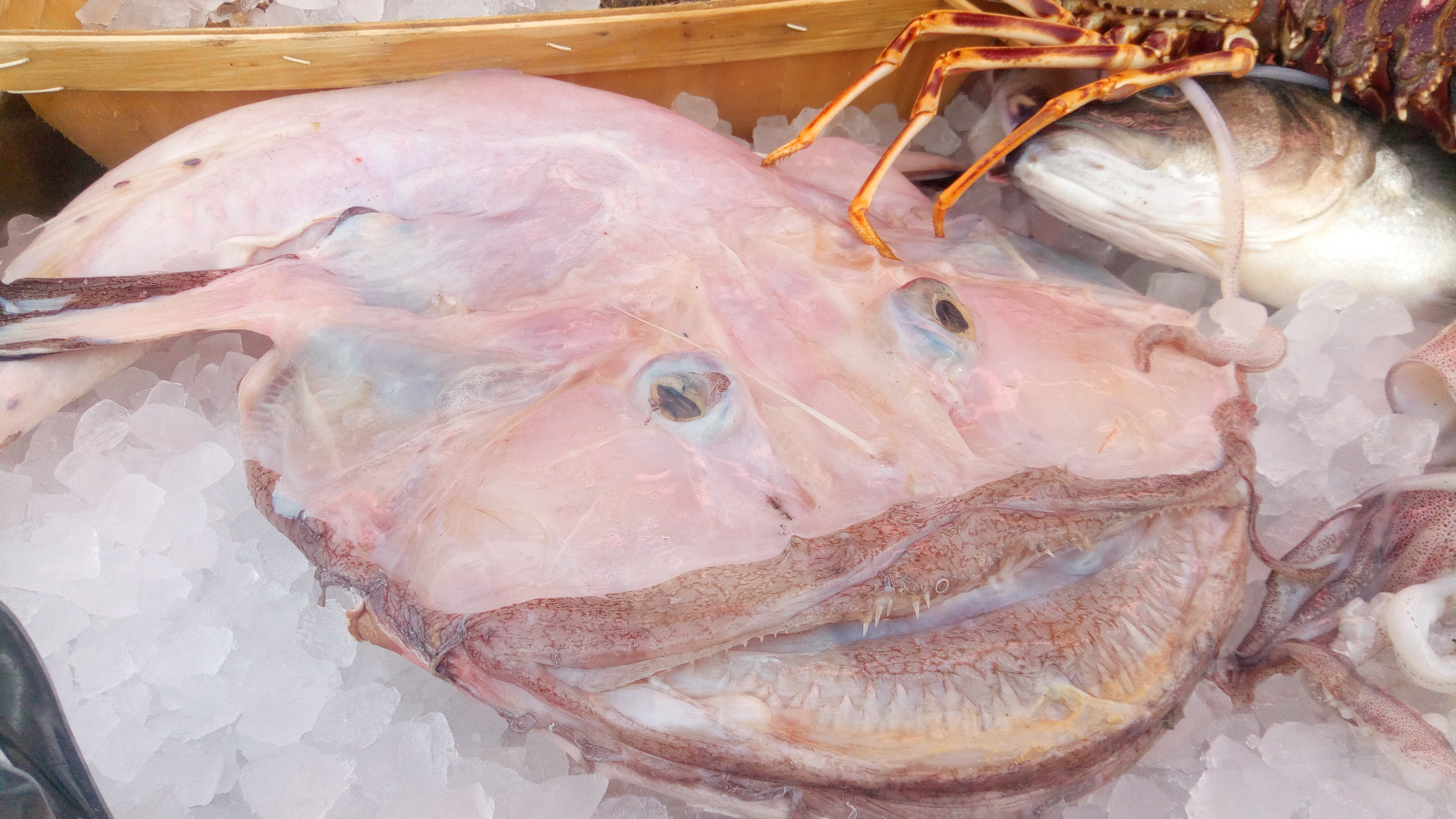
Rana pescatrice in un ristorante a Castellammare del Golfo (Trapani)

La coda di rospo o rana pescatrice è un pesce prelibato dalle carni magre. Viene commercializzata fresca, congelata o surgelata. Il suo sapore è diverso a seconda della provenienza: quelle pescate in Adriatico hanno carni sode e un gusto delicato, quelle pescate in Sicilia, per la diversa alimentazione, a volte hanno carni con un sapore più intenso. 
Spesso viene mangiata solamente la sua coda, di solito la più diffusa, che viene esposta in quasi tutte le pescherie e in molti ristoranti italiani.
Il fegato della rana pescatrice è inoltre l'ingrediente principale del Ankimo, un piatto tipico della cucina giapponese.